# دانييلا كاتزينبرغر
دانييلا كاتزينبرغر (بالألمانية: Daniela Katzenberger)‏ (مواليد لودفيغسهافن يوم 1 أكتوبر 1986)، هي نجمة ومغنية وممثلة وعارضة وكاتبة ألمانية.

## روابط خارجية
- دانييلا كاتزينبرغر على موقع IMDb (الإنجليزية)
- دانييلا كاتزينبرغر على موقع ميوزك برينز (الإنجليزية)
- دانييلا كاتزينبرغر على موقع ديسكوغز (الإنجليزية)
- دانييلا كاتزينبرغر على موقع قاعدة بيانات الفيلم (الإنجليزية)